# ESTR
€STR (euro short-term rate) — «эталонная» процентная ставка на денежном рынке в евро, представляющая собой средневзвешенную ставку по привлечению банками еврозоны займов от финансовых организаций на условиях «овернайт».

## Происхождение
В 2017 году Европейский центральный банк объявил, что он будет рассчитывать собственную ставку «овернайт», так называемую «краткосрочную ставку в евро». €STR представляет собой альтернативу LIBOR.

## Характеристики LIBOR и €STR
| Характеристика             | LIBOR                             | €STR                                        |
| -------------------------- | --------------------------------- | ------------------------------------------- |
| Обеспечение                | бланковая                         | бланковая                                   |
| Срочность                  | от «овернайт» до года             | «овернайт»                                  |
| Премия за риск             | премия за кредитный риск заёмщика | премия за кредитный риск заёмщика           |
| Исходные данные            | декларируемые ставки банков       | фактические ставки по операциям             |
| Контрагенты                | банки                             | банки и небанковские финансовые организации |
| Объём торгов в день (2019) | $0,5 млрд.                        | $34 млрд.                                   |

## Исходные данные и расчёт
€STR строится на данных, доступных в Евросистеме центральных банков благодаря официальному сбору ежедневной статистики денежного рынка. В её основе лежит статистика операций 50 крупнейших по величине активов банков еврозоны, которые отчитываются по сделкам на необеспеченных и обеспеченных денежных рынках, а также рынке валютных и процентных свопов.
€STR является необеспеченной ставкой, включающей в себя премию за кредитный риск. Однако в отличие от традиционных межбанковских процентных ставок, она учитывает операции банков с другими финансовыми посредниками. К ним относятся, прежде всего, пенсионные фонды, страховщики и управляющие активами.
Кроме того, если LIBOR строилась на добровольных опросах группы банков, численность которой со временем уменьшалась, €STR основывается на обязательной отчетности по широкой выборке контрагентов. В результате €STR демонстрирует более низкую волатильность, чем EURIBOR и EONIA, а также менее восприимчива к изменению поведения банков на рынке.

## Администратор ставки и ее публикация
Европейский центральный банк приступил к ежедневной публикации предварительных тестовых данных (так называемой pre-€STR) с марта 2017 года. Ожидается, что официальный статистический ряд будет начинаться с октября 2019 года после завершения внутреннего тестирования системы и связанных процедур в Евросистеме.
В 2018 году рабочая группа по безрисковым ставкам в евро, созданная при поддержке Европейского центрального банка, Европейского управления по ценным бумагам и рынкам, Бельгийского управления по финансовым услугам и рынкам и Европейской комиссии, рекомендовала €STR как заменитель EONIA.